# Коротаев, Олег Георгиевич
Олег Георгиевич Коротаев (4 сентября 1949 — 12 января 1994) — советский боксёр, также известен как российский криминальный авторитет. Трёхкратный чемпион СССР, призёр чемпионата Европы (1973) и мира (1974), мастер спорта СССР международного класса по боксу (1975).

## Спортивная карьера
Олег Коротаев родился 4 сентября 1949 года в Свердловске. С 12 лет начал заниматься боксом на стадионе ЗиК у тренера Анатолия Богданова. Затем тренировался в спортивном зале Уральского политехнического института у заслуженного тренера РСФСР Александра Митрофановича Волкова. Поступив в ГЦОЛИФК, переехал в Москву и продолжил выступать под руководством заслуженного тренера СССР Георгия Джерояна за ДСО «Буревестник».
Провёл 196 боёв, в 187 из них — победил (160 боев выиграл нокаутом). Считался за всю историю одним из лучших боксёров Советского Союза в полутяжёлом весе. После одного из боёв английский спортивный обозреватель назвал Коротаева «русским танком». Отличался сильным ударом правой руки, который проводил обычно прямым или длинным боковым в голову, после предварительной подготовки финтами левой, хотя при желании мог вести и ближний бой, подавляя противника мощными ударами в голову с обеих рук 
В 1973 году принял участие в ХХ чемпионате Европы по боксу, завоевал бронзовую медаль, в полуфинале проиграв из-за рассечения брови олимпийскому чемпиону югославу Мате Парлову.
1974 г. стал для О. Коротаева годом наивысших достижений. Он пробился в состав сборной и завоевал серебряную медаль на I чемпионате мира по боксу, проводившемся в Гаване. На пути к финалу нокаутировал во 2-м раунде багамца Теда Нельсона Ролле, победил по очкам венесуэльца Эрнесто Санчеса; финн Пентти Кайанлааксо не вышел на бой 1/4 финала. В полуфинале О. Коротаев встретился с будущим олимпийским чемпионом Леоном Спинксом (США), которого нокаутировал в 3-м раунде . В 1978 г.  Л. Спинкс стал абсолютным чемпионом мира среди профессионалов, победив Мохаммеда Али. В финале чемпионата мира Коротаев вновь встретился с Парловым. Как и на прошлогоднем чемпионате Европы, Коротаев опять получил рассечение брови от обладавшего быстрыми прямыми ударами югослава, бой был остановлен, и победа присуждена Парлову  . Парлов впоследствии стал чемпионом мира среди профессионалов в полутяжёлом весе.
После окончания выступлений на ринге Олег Коротаев стал вице-президентом Российской боксёрской ассоциации.
Выступления О. Коротаева на матчевых встречах со сборной США в 1975 г. были неубедительными  , вероятно, в силу излишнего веса. На чемпионате Европы 1975 г. в составе его заменил средневес А. Климанов, который и выиграл турнир; на чемпионате СССР 1976 г. О. Коротаев занял лишь 3-4 место. К тому же Коротаев попал в «чёрный список» за нарушения спортивного режима, систематические опоздания на тренировки, непростой характер. По другой версии, Коротаев прекратил карьеру из-за постоянных происков недругов в лице главного тренера сборной команды и его соратников.

## Коротаев и криминал
После окончания боксёрской карьеры, в 1977 году из-за драки с Игорем Щёлоковым, сыном главы МВД СССР Николая Щёлокова (по другим данным, он в гостинице избил иностранца и отнял у него бумажник), Коротаев был арестован за нанесение тяжких телесных повреждений, хранение оружия (хранение сувенирного патрона) и наркотиков. По приговору суда провёл в местах лишения свободы 5 лет. В числе конфискованного оружия было мачете, которое Коротаеву подарил лично Фидель Кастро, восхищённый его боем, и несколько пистолетных патронов. Коротаев также никогда не употреблял наркотики (в его квартире была обнаружена анаша), многие были уверены, что их ему подбросили. Затем был судим повторно, опять за драку.
Постепенно Коротаев оброс обширными связями в криминальном мире. Среди его близких знакомых числились такие криминальные авторитеты, как Отари Квантришвили («Отарик»), Леонид Завадский («Лёнчик»), Сергей Мамсуров («Мансур»), воры в законе Вячеслав Иваньков («Япончик»), Павел Захаров («Паша Цируль»), Александр Захаров («Шурик Захар»). Коротаев не терял связи и с земляками с Урала. По некоторым данным, это и стало причиной его гибели в США.

## Гибель Олега Коротаева

Могила Коротаева на Ваганьковском кладбище.

Коротаева неоднократно предупреждали о готовящемся на него покушении, однако он отказывался в это верить, говорил:
...Бросьте Вы, кому я мешаю?..
В 1992 году Коротаев обнаружил за собой слежку и в том же году уехал в Соединённые Штаты Америки, где стал вице-президентом туристической компании. В последние годы своей жизни занимался благотворительностью, например, дал 50 тысяч долларов на операцию российскому боксёру Сергею Артемьеву, который получил в 1993 году серьёзную травму головы.
12 января 1994 года Коротаев был убит выстрелом в затылок в районе Южный Бруклин Нью-Йорка, на авеню Брайтон-Бич. Спустя некоторое время гроб с его телом был доставлен в Москву. Был похоронен у входа на Ваганьковское кладбище. На похоронах присутствовало большое количество спортсменов, криминальных авторитетов, воров в законе (в частности, специально прилетал из США известный вор в законе Ушатый).
Убийство Олега Коротаева до сих пор не раскрыто. Версии по этому делу строились самые разные — неразборчивость Коротаева в знакомствах, сомнительные дела в США и т. п. Ходили слухи, что Коротаев знал о своей скорой гибели. По наиболее вероятной версии, Олега Коротаева на выходе из ресторана застрелил Олег Асмаков («Алик Магадан») (убит в 1999 году на территории Украины) в результате бытового конфликта.

## Наследие
С 2000 по 2005 год ежегодно в Екатеринбурге проводились первенства Свердловской области среди юношей по боксу памяти Олега Коротаева. В 2015 году в Москве организатором I Всероссийского юношеского турнира памяти О. Г. Коротаева выступила Федерация бокса Москвы, в лице чемпиона мира и Европы Андрея Курнявки. II турнир по боксу памяти Олега Коротаева среди юношей 2001-2002 года рождения проводился в московском районе Зюзино.